# Société d'Arcueil
De Société d'Arcueil was een vereniging van Franse wetenschappers tussen 1806 en 1822. Ze kwamen regelmatig samen in de zomer in de buitenhuizen van Claude Louis Berthollet en Pierre Simon Laplace, die beide een huis hadden in Arcueil, zo'n drie kilometer ten zuiden van Parijs.

## Leden
In 1807, toen de eerste collectie van Mémoires de physique et de chimie de la Société d'Arcueil werd gepubliceerd, hadden volgende leden een bijdrage geleverd:
- Claude-Louis Berthollet (1748-1822)
- Pierre-Simon Laplace (1749-1827)
- Friedrich Heinrich Alexander von Humboldt (1769-1859)
- Louis Jacques Thénard (1777-1857)
- Joseph Louis Gay-Lussac (1778-1850)
- Jean-Baptiste Biot (1774-1862)
- Augustin Pyramus de Candolle (1778-1841)
- Hyppolyte Victor Collet-Descotils (1773-1815)
- Amedée Barthélemy Berthollet (1780-1810)

In de loop der jaren kwamen daar nog de volgende leden bij:
- Etienne-Louis Malus (1775-1812)
- Dominique François Jean Arago (1786-1853)
- Jacques Etienne Bérard (1789-1869)
- Jean-Antoine Chaptal (1756-1832)
- Pierre Louis Dulong (1785-1835)
- Siméon Denis Poisson (1781-1840)

## Meer lezen
- M. Crosland, The Society of Arcueil. A view of French science at the time of Napoleon I, Londen, 1967.